# زالومون غيسنر
زالومون غيسنر هو رسام وصحفي وكاتب وشاعر سويسري، ولد في 1 أبريل 1730 في زيورخ في سويسرا، وتوفي بنفس المكان في 2 مارس 1788.

## وصلات خارجية
- زالومون غيسنر على موقع الموسوعة البريطانية (الإنجليزية)